# Алберт Фредерик Алберс
Алберт Фредерик Алберс (13. децембар 1897 - 1961) био је холандски архитекта. Пројектовао је елегантне виле, хотеле и пословне зграде у Бандунгу, Индонезија, током холандске колонијалне владавине 1930-их. Алберт Алберс радио је у Холандији између 1924. и 1930. године, а потом је емигрирао у холандску Источну Индију након чега се вратио у Холандију 1942. године услед избијања Другог светског рата и политичких околности које су се збиле након проглашења независности Индонезије. Током његовог боравка у Бандунгу, у периоду када је град незванично назван градом архитектонске лабораторије,  један број његових зграда сматран је архитектонским ремек-делима. Алберсов стил пројектовања инспирисали су експресиониста Френк Лојд Рајт и модерниста Ле Корбизје. Зграда ДЕНИС банке у Бандунгу (данашња Јабар банка) у улици Брага и Савој Хоман хотел (Savoy Homann Hotel) у улици Азија- Африка, још увек носе Алберсову орнаментику имитације океанских таласа.

## Младост
Алберт Алберс, рођен 13. децембра 1897. у Ротердаму, Холандија, био је најмлађи син Теа Алберса и Јохане Буис. Између 1910. и 1918. Алберс је студирао архитектуру на ротердамској Академији за визуелне уметности и технике. У то време холандска архитектура била је под великим утицајем експресионистичког покрета захваљујући популарним експресионистичким уметницима тог доба, укључујући сликара Вилема де Кунинга који је такође студирао на истој Академији.
Године 1923. Алберт и његов брат Тео оснивају архитектонски уред ”Гебродер Алберс” у Ротердаму, чији се пројекти крећу од пројеката канцеларија до пројеката вила. Најснажнији утицај на Алберсова дела имао је амерички архитекта Френк Лојд Рајт. Вила Дијкендам, у власништву породице будућег таста Алберса, један је од таквих примера објеката инспирисаних Рајтовим делима. 

## Прелазак у Холандску Индију
Због потешкоћа у пословању 1926. браћа Алберсови, бивају приморани прогласити стечај и затворити свој архитектонски биро  Албертов брат Тео, емигрира у тадашњу холандску колонију- Холандску Индију, док Алберт остаје да поново окуша срећу отварањем новог бироа у Хенгелу, на истоку Холандије. Оженио се Ана Мари Филипином Лиувен 1928. године, наго чега ће и брачни пар такође емигрирати у Холандску Индију. На самом почетку њиховог боравка, Алберт ће радити у извођачкој канцеларији у власништву Ј. Бенинка у у Сукабумију на Западној Јави .
1930. породица Алберс сели се у Бандунг, неколико километара источно од Сукабумија. У то време холандска влада Источне Индије планирала је пресељење колонијалне престонице из Батавије (данашња Џакарта) у Бандунг. Тај план ипак никада није реализован, иако је Бандунг трансформисан у нови град европског амбијенталног духа, укључујући и његово изграђено окружење. Неколико холандских архитеката, међу којима су Томас Карстен, Хенри Маклеин-Понт, Ј. Гербер и Чарлс Проспер Волф Схумакер, активно су били укључени у пројектовање и обнову зграда широм града. Алберс је ово видео као добру прилику и почео је радити као самостални архитекта у граду. Касније су он и његов пријатељ, Ријк де Ваал отворили нову фирму, Алберс и Де Ваал.

## Уметничка дела
1935. године канцеларија Алберс и Де Ваал добила је уговор за пројектовање пословне зграде за ДЕНИС банку ( De Eerste Nederlandsch-Indische Spaarkas или Прва Холандско Индијска Штедионица). За конструкцију зграде Алберс је користио комбинацију челика и бетона, док је водоравну страну пројектовао са глатким кривинама као да су материјали били од пластике. Као тачку визуелног контраста Алберс је поставио лифтовско језгро на средини зграде, знатно више него шест заобљених платформи. Ова зглобна веза одн. зглобна тачка вертикалног торња у односу на хоризонталну глаткоћу, даје утисак нарушавања еластичности објекта. 
Заобљене фасаде са искључиво декоративним, неконструктивним елементима сличне су онима као код стила Амстердамске школе, али с обзиром на то да је Алберс био следбеник интернационалног стила или архитектуре модернизма која је веровала да форма треба једноставно пратити функцију, Алберс ће декорацију стила Амстердамске школе избегавати.  Један од пионира модернистичке архитектуре, Ле Корбизје, познат по фасадама отворених простора, инспирисао је Алберса у дизајнирању ентеријера ДЕНИС банке.  У приземљу те зграде налази се степениште са стакленим прозорима који воде у јавни простор, док су на другом спрату канцеларије са великим терасама окренутим ка Нарипан улици.
Пројекат ДЕНИС банке био је високо цењен, након чега је њихова канцеларија 1936. године добила још један уговор, овога пута за редизајн познатог хотела у Бандунгу, хотела Савој Хоман. Хотел је изграђен 1880. године и био је главни смештај за богате. Власник хотела Ф. Ван Ес млађи затражио је од Алберса да реновира хотел са сличним ''еластичним'' утиском као код зграде ДЕНИС банке. Фасада која имитира океански талас и вертикални торањ у средини, главни су украси спољашњости хотела, док је у унутрашњости задржан колонијални класични стил. Хотел је поново отворен 1939. године и постао је међународно познат. У њему је одседало неколико познатих холивудских уметника, укључујући Чарлија Чаплина и Мери Пикфорд . 
По препоруци Ван Еса млађег, Алберсова канцеларија добила је више различитих уговора за пројектовање и дизајн хотела. Обновио је предворје Гранд хотела Лембанг у Лембангу ( село на обронцима брда северно од Бандунга). Потом је пројектовао нови хотел, Гранд Хотел Нампланг у Гаруту, и ризорт усред плантаже чаја Пангаленган, јужно од Бандунга. 
Осим што је Алберс пројектовао канцеларије и хотеле, он је такође био познат и по јединственом дизајну вила. Пројектовао је три идентичне виле у улици Јуанда, познатије као „локомотива“ 1937. године, које су изграђене као промоција новог стамбеног насеља на северу Бандунга. Јединствени карактер сваке виле је степенишна просторија као улаз у асиметричну вилу. Током овог периода у Бандунгу, између 1931 - 1942. године, Алберс је пројектовао дванаест идентичних вила у Улици Пејџер Гунунг(1939), четрнаест кућа у Хаџи Хасановој улици (1940) и тробојне (de driekleur) виле или Виле три боје у Јуанда улици.

## Јапанска окупација и каснији живот
Тробојне виле или Виле три боје, биле су његово последње реализовано дело у Индонезији. Холандија је била на ивици Другог светског рата, а Холандску Индију окупирао је царски Јапан . Јапанска окупациона војска послала је Алберса и његову породицу у холандски интерни камп у Цимахију, а затим су пребачени у логор Јатинегара у Џакарти. Чак и током свог заробљеништва нацртао је многе скице, укључујући и његову вилу из снова у тропском окружењу са планинама у позадини. 
1946. године Алберс, његова супруга и две ћерке преселили су се у Амстердам . Тамо је отворио нови архитектонски биро ”Алберс и Де Ваал, Архитектен, Амстердам-Бандунг”. У име је ставио и  „Бандунг“ као жељу да ће се једног дана поново моћи вратити у Бандунг. Ипак, његова жеља се никада није остварила због његовог лошег здравља и нестабилних политичких прилика у Индонезији .
Алберт Фредерик Алберс умро је 1961. године. Велики део његових дела и данас стоје у Бандунгу, попут зграда ДЕНИС банке и Савој Хоман хотела. Неке виле које је пројектовао уништене су током рата а неке оштећене услед каснијих накнадних обнова.